# Робинсон, Стивен Керн
Сти́вен Керн Ро́бинсон (англ. Stephen Kern Robinson) — американский астронавт, совершивший четыре орбитальных полёта на космических кораблях «Спейс шаттл» (STS-85, STS-95, STS-114 и STS-130). Провёл в космосе 48 суток 9 часов 52 минуты.

## Краткая биография
Стивен К. Робинсон родился 26 октября 1955 в Сакраменто, Калифорния. Был активистом скаутского движения. В 1978 году окончил Калифорнийский университет в Дейвисе со степенью бакалавра по специальностям машиностроение и прикладная аэродинамика. В 1985 году Робинсон получил магистра наук по машиностроению в Стэнфордском университете. Там же в 1990 году получил докторскую степень в прикладном машиностроении с упором на воздухоплавание и астронавтику.
В НАСА Робинсон работал с 1975 года. В начале как студент научно-исследовательского центра в Маунтин-Вью (Калифорния), после 1985 года — уже как специалист в областях аэрогазодинамики и гидродинамики.
С 1983 года Робинсон готовился стать астронавтом, но только в 1995 году был выбран НАСА в корпус допущенных до полета. Первый космический полёт, в котором участвовал Стив Робинсон — миссия STS-85, шаттл «Дискавери», с 7 по 19 августа 1997 года. Второй космический полёт — миссия STS-95, шаттл «Дискавери», с 29 октября по 7 ноября 1998 года. Третий космический полёт — миссия STS-114, с 26 июля по 9 августа 2005 года. В этом полёте Робинсон совершил три выхода в открытый космос общей продолжительностью более 20 часов. Четвёртый и последний космический полёт Стива Робинсона — миссия STS-130, шаттл «Индевор», с 8 по 22 февраля 2010 года.
Уволился из НАСА в 2012 году, стал преподавателем Калифорнийского университета в Дейвисе.
По состоянию на февраль 2019 года Робинсон работает директором HRVIP Lab - исследовательского центра, который занимается вопросами широкомасштабных междисциплинарных исследований с целью поддержания жизни людей в экстремальных и крайне опасных условиях, таких как космический полет, аварийные ситуации на самолетах и роботизированная хирургия.
Робинсон — действительный член Американского института аэронавтики и астронавтики, Аэрокосмической медицинской ассоциации и Ассоциации экспериментальной авиации.

## Награды
- В 1989 году он был удостоен награды НАСА Ames для учёных.
- В 1992 году Американский институт аэронавтики и астронавтики запоздало наградил Робинсона за техническую документацию по прикладной аэродинамике.
- В 1993 году НАСА/Космический клуб G.M. Low учредил памятную стипендию по техническим наукам.

## Личная жизнь
Не женат. Увлечения: полёты, старинные самолёты, плавание, гребля на каноэ, походы, музыка, искусство, стереофотография; кроме того, он играет на гитаре в рок-н-ролльной группе астронавтов «Max-Q».